# Matureivavao
Matureivavao (alter Name: Melbourne Island) ist ein Atoll des Tuamotu-Archipels in Französisch-Polynesien. Matureivavao ist das östlichste und größte Atoll der Actéon-Inseln. Matureivavao liegt 15 km westlich von Marutea Sud und 15 km südöstlich von Vahanga entfernt, die Lagune des Atolls hat keinen schiffbaren Eingang zum Meer. Administrativ gehört Matureivavao zur Gemeinde Gambier.
Die Gesamtfläche beträgt 28,62 km² (Landfläche, Riff und Lagune).
Auf Matureivavao stehen einige Häuser, es ist jedoch nicht bewohnt. Bei schlechtem Wetter schwappt das Meer über das Atoll. Der Sandstrand des Atolls ist von einer üppigen Vegetation begrenzt.